# André Astier
Pour les articles homonymes, voir Astier.
André Astier est un accordéoniste et compositeur français né à Montluçon (quartier de Ville-Gozet) le 19 janvier 1923 et mort le 1er juin 1994 à Muhlbach-sur-Munster.

## Biographie
André Astier apprend le solfège, l'harmonie, et le hautbois au conservatoire de musique de Montluçon.
Lorsque la Seconde Guerre mondiale éclate en 1939, André Astier entre à l'usine de fabrication de pneus Dunlop. À 19 ans, il quitte Montluçon pour Paris et commence sa carrière à la Croix de Malte et parcourt la France pour des concerts. Outre ses concerts, il se consacre aussi à l'enseignement et participe activement à l'Union nationale des accordéonistes de France (UNAF).
Il a composé une centaine de pièces, allant des pièces pour débutants jusqu'aux pièces de concert (par exemple la Fantaisie en mi mineur), la moitié en collaboration avec d'autres accordéonistes : Yvette Horner pour une polka, Lulu Charleu, Edouard Duleu, Maurice Denoux, Maurice Larcange, Marcel Azzola, Jo Privat, Al Lerouge, Joss Baselli…
Astier édite avec Joss Baselli une série d'ouvrages pédagogiques, ainsi qu'un recueil de mazurkas (L'Accordéon magique) avec V. Marceau.
André Astier a beaucoup œuvré pour que l'accordéon se fasse une place au soleil au panthéon des instruments, écrivant nombre de pièces pour son instrument et faisant preuve d'une grande technicité. Il fait partie des grands de son époque, à classer parmi des musiciens tels que Marcel Azzola, qui fut de ses amis.

## Compositions
- Accordéon magique
- Accordéon-Rag, avec Joë Rossi
- Accordéons des faubourgs, avec Enrico Basile
- À Joss, avec Claude Thomain
- Alicia
- Ballade nocturne
- Ballade sur le clavier
- Bayadères (Oriental Dance), avec Jacques Foucaud
- Berceuse pour Cathy, avec Marcel Azzola
- Caprice-mazurka (avec une deuxième partie d'accordéon en option), avec Marcel Azzola
- Carrefour des échos, avec Tony Fallone
- Chanson pour Karine
- Complainte du manège, avec Armand Lassagne
- Comptine à Christelle, avec Gérard Luc
- Corail express
- Croma Duet, avec Joss Baselli
- Czerny Valse, avec Al Lerouge
- Danse insolite
- Divertimento
- Divertissement baroque, avec Joss Baselli
- Églogue
- Eleganzia, avec Joss Baselli
- Embouteillage
- Espiègle
- Espresso
- Évasion
- Fantaisie en mi mineur
- Gavotte pour une poupée, avec Frédiane Basile
- Grande valse de concert
- Iva
- La Collerette, avec Joss Baselli
- L'Aquilon, avec Jacky Mallerey
- La Tempête
- Mélodie pour Fabi, avec Joss Baselli
- Novelty polka
- Petit berger
- Petit intermezzo, avec Frédiane Basile
- Petite berceuse
- Petite romance
- Petite valse française
- Pièce dans le style ancien
- Placide
- Polonaise
- Poupée mécanique, avec Tony Fallone
- Prélude et mazurka
- Premier menuet
- Sept Avril, avec Gérard Luc
- Sicilienne
- Sissi
- Snoopy-valse
- Système A
- Studio 60, avec Jean Lapeyre
- Talfy
- Tarentelle à la scala
- Tendre rabouine
- Tramontane
- Très douce, avec Tony Fallone
- Une petite valse pour Romain
- Valse arabesque
- Velocita (Vélocité)
- Vert Galant
- Vertige musette
- Virtuosité musette

### Ouvrages pédagogiques
- Première méthode (2 vol.), avec Joss Baselli
- Deuxième méthode : L'école de la virtuosité (3 vol.), avec Joss Baselli
- Méthode jaune : apprendre en s'amusant, avec Joss Baselli
- Apprendre à déchiffrer (3 vol.), avec Joss Baselli
- Manuel d'initiation ABC, avec Max Bonnay